# Jerakies
Jerakies (gr. Γερακιές) – wieś w Republice Cypryjskiej, w dystrykcie Nikozja. W 2011 roku liczyła 75 mieszkańców.